# Jacopone da Todi
(Jacopone da Todi, Laude, LIII)
Jacopo dei Benedetti, detto Jacopone da Todi (Todi, tra il 1230 e il 1236 circa – Collazzone, 25 dicembre 1306), è stato un religioso e poeta italiano venerato come beato dalla Chiesa cattolica.
I critici lo considerano uno dei più importanti poeti italiani del Medioevo, certamente fra i più celebri autori di laude religiose della letteratura italiana. La sua è una "voce vigorosa e sconvolgente", che si inserisce in modi e forme eccezionali nel contesto della nuova tradizione della lauda.
Di Jacopone ci sono giunti, oltre alle Laude (di cui circa 90 di sicura attribuzione e numerose altre incerte), un'epistola latina a Giovanni della Verna, il celebre Pianto della Madonna e lo Stabat Mater, mentre vi sono dubbi su alcuni Detti e su un Trattato sull'amore mistico.

## Biografia
Le scarse notizie sulla sua vita sono quasi completamente ricavate dalla sua opera.
Nato tra il 1230 e il 1236 da Iacobello, della nobile famiglia tudertina dei Benedetti, Jacopo studiò legge probabilmente all'Università di Bologna e intraprese la professione di notaio e procuratore legale, conducendo una vita spensierata, spesso esasperata dalle biografie antiche in funzione agiografica, per contrasto con la vita dopo la conversione.
Nel 1267 sposò Vanna, figlia di Bernardino di Guidone, conte di Coldimezzo. La moglie, secondo la leggenda, morì l'anno seguente durante una festa da ballo, per il crollo di un pavimento: dopo che sul corpo della donna fu trovato un cilicio che essa indossava anche nelle occasioni mondane, Jacopo abbandonò la vita gaudente (nell'inverno del 1268) e, distribuiti ai poveri i propri averi, peregrinò per dieci anni, vivendo di elemosina e subendo continue umiliazioni, assumendo il nome con cui poi sarà universalmente conosciuto (l'accrescitivo -one fu aggiunto da lui stesso).
Nel 1278 entrò come frate laico nell'ordine dei frati minori, nel convento di Pantanelli presso Baschi, scegliendo la corrente rigoristica degli "spirituali" (o "fraticelli"), che si contrapponevano alla corrente predominante dei "conventuali", portatori di un'interpretazione più moderata della Regola francescana. Attuò in quel periodo una ruvida polemica contro la corruzione ecclesiastica e si recò molto spesso a Roma.
All'inizio del breve pontificato di Celestino V (agosto 1294), papa eremita e in odore di santità, gli spirituali, sottoposti a vessazioni e persecuzioni nell'ordine a causa del loro atteggiamento intransigente e restio a ogni compromesso, furono ufficialmente riconosciuti come ordine con il nome di Pauperes heremitae domini Celestini. Jacopone indirizzò anzi al nuovo pontefice una lauda, Que farai, Pier dal Morrone, con l'intento di metterlo in guardia da atteggiamenti di compromesso. Ma dopo l'abdicazione di Celestino (dicembre 1294), il nuovo papa Bonifacio VIII, acerrimo nemico delle correnti più radicali della Chiesa, non appena eletto, abrogò le precedenti disposizioni; la congregazione dei Pauperes si schierò allora con la famiglia Colonna, da sempre rivale dei Caetani, cui apparteneva Bonifacio.
Jacopone fu tra i firmatari del Manifesto di Lunghezza del 10 maggio 1297, con cui gli avversari di Bonifacio VIII, capeggiati dai cardinali Jacopo e Pietro Colonna dichiaravano nulla l'abdicazione di Celestino V e illegittima l'elezione di Bonifacio.
La risposta di Bonifacio VIII non si fece attendere: scomunicò tutti i firmatari con la bolla Lapis abscissus del 23 maggio 1297 e cinse d'assedio Palestrina, la roccaforte dei dissidenti. Nel settembre del 1298 Palestrina fu presa e Jacopone fu spogliato del saio, processato, imprigionato nel carcere sotterraneo del convento di San Fortunato a Todi, da dove continuò a polemizzare nei confronti del Papa, cui chiedeva di essere liberato dalla sola scomunica. È di questo periodo una epistola (o "trattato", come la definisce lo stesso Jacopone) che il poeta indirizzò al Pontefice:

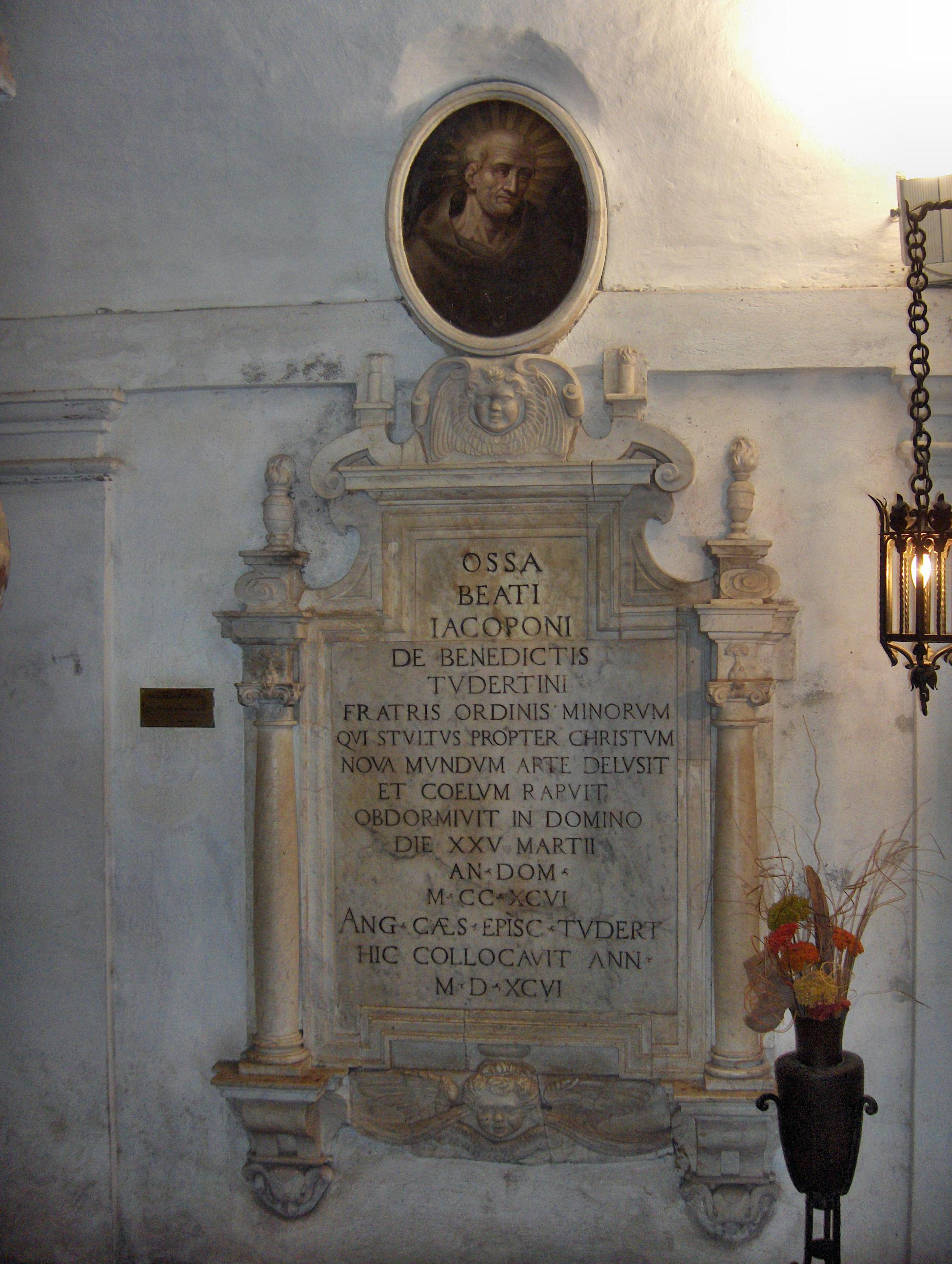
Tomba di Jacopone da Todi, nella chiesa di San Fortunato a Todi.

Jacopone fu liberato, sia dalla prigionia sia dalla scomunica, solo nel dicembre 1303 dal nuovo papa Benedetto XI, vivendo poi gli ultimi anni nel convento di San Lorenzo a Collazzone.
Il suo corpo fu sepolto fuori dalle mura di Todi. Nel 1433 il corpo fu ritrovato e portato nella chiesa francescana di San Fortunato all'interno della città, dove è ancora presente la sua tomba. Il vescovo Angelo Cesi nel 1596 ha ornato la tomba con una lastra in cui è presente la scritta:
Nota: Jacopone muore nel 1306 ma sulla lapide viene scritta la morte nel 1296. Questo perché in quei 10 anni Jacopone era stato scomunicato e questo rendeva impossibile farlo beato. Per aggirare l'ostacolo la Chiesa dichiarò la sua morte 10 anni prima della data reale. La città di Firenze gli ha dedicato una strada.

## Il pensiero

### Religiosità e negatività del mondo
La religiosità di Jacopone si muove nel contesto del profondo conflitto tra francescanesimo spirituale e gerarchia ecclesiastica. Essa prende i toni di un rifiuto totale del mondo e delle sue vanità, dei suoi compromessi, delle sue trame, della sua sensualità. Lo stesso rifiuto reciso è riservato ad ogni esperienza umana che valorizzi le cose terrene, mentre i sentimenti dell'amore e dell'amicizia vengono bollati come inautentici e interessati. Il segno della vita terrena è la violenza, che si estrinseca tanto nel dissipamento biologico della materia quanto nella socialità degli uomini: il processo di distruzione è inevitabile.
«La poesia di Iacopone afferma fino in fondo la negatività del mondo» e la sua lingua è improntata a una descrizione minuziosa dei segni del male e della morte, sparsi anche nelle piccolezze della vita quotidiana. L'uso del dialetto umbro, che il poeta «assoggetta a penetranti deformazioni», favorisce un «crudo realismo», fatto di un «lessico vivo e corposo».
Ma il ripudio della società è manifestato sempre attraverso il dialogo, "prendendo di petto l'ascoltatore", interpellato quasi fisicamente, tanto che molte laude jacoponiche hanno forma di contrasto. Assumono in tal modo maggiore consistenza che nella precedente letteratura le figure astratte tipiche della tradizione medievale (come le virtù).
L'ascesi di Jacopone è nel segno del tormento e dell'irrequietezza: contro i valori scelti dal mondo, il poeta si indirizza ai controvalori della povertà, della follia, della malattia, nel segno della volontà di "empazzir per lo bel Messia". Egli considera la cultura (scientia) un ostacolo all'unione mistica con il divino, in quanto la Verità si ricerca con l'umiltà e l'amore totale per Dio. Siamo di fronte ad una teologia negativa che fa della divinità una fonte di sentimenti in contrasto fra loro: sofferenza e gioia, certezza e senso di smarrimento.

### L'avversione per l'intellettualismo

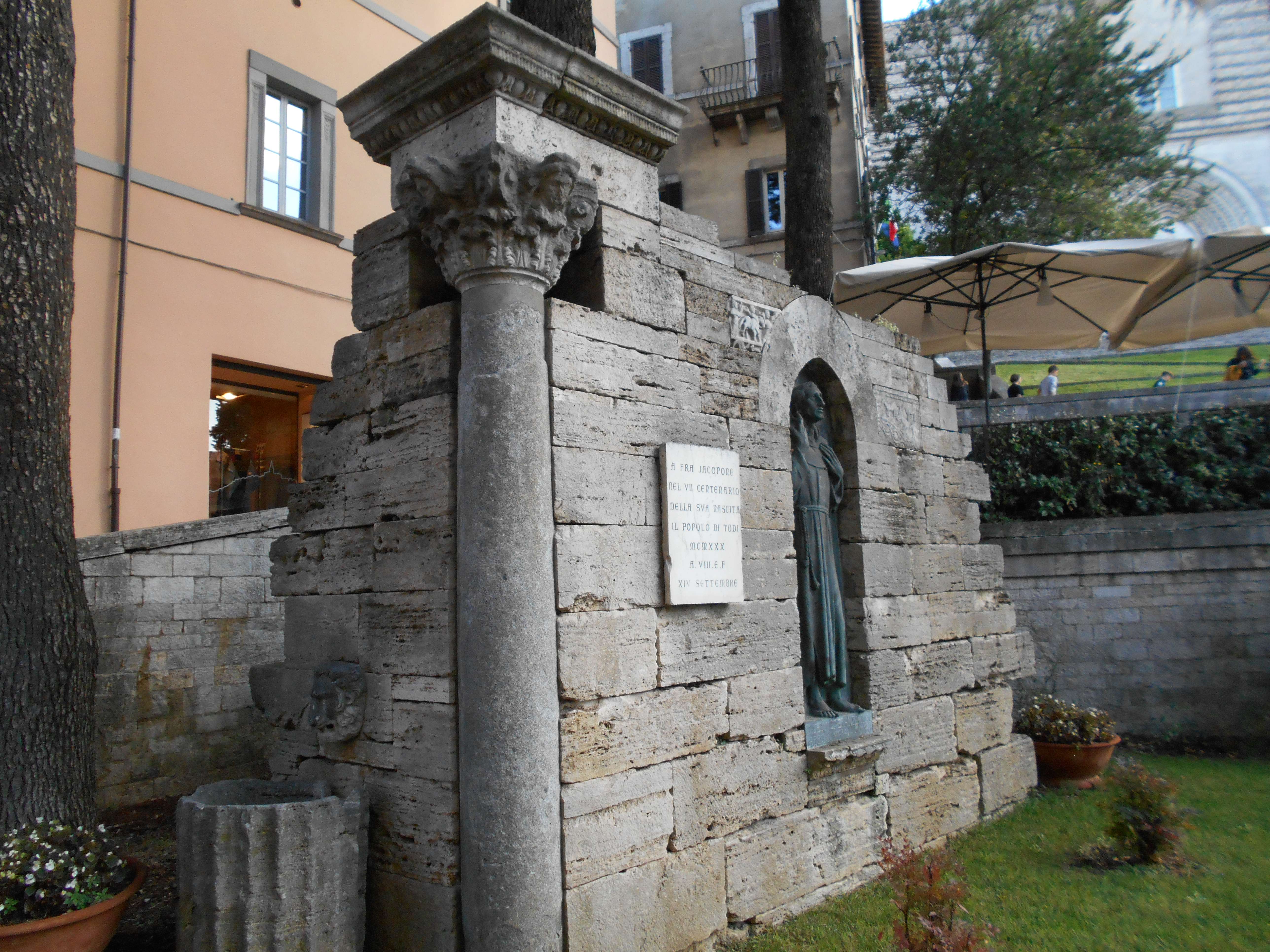
Monumento dedicato a Jacopone, Todi

L'avversione e il sospetto di Francesco d'Assisi nei confronti della cultura e degli intellettuali sono ampiamente noti: oltre al divieto imposto ai frati di possedere denaro, il santo inserisce nella Regola non bollata al capitolo III la seguente norma: E possano (i frati) avere soltanto i libri necessari per adempiere al loro ufficio. Anche ai laici, che sanno leggere il salterio, sia lecito averlo; agli altri, invece, che non sanno leggere, non sia lecito avere alcun libro. In pratica ai frati era concessa la sola lettura delle Sacre Scritture, e per di più soltanto per quelli in grado di leggere. Il divieto di possedere libri imposto da Francesco si può spiegare in duplice modo:
- da un punto di vista pratico il libro nel Medioevo era raro, e quindi un bene prezioso. Possedere libri era quindi in netto contrasto con l'obbligo alla povertà a cui erano tenuti i frati;
- da un punto di vista morale il sapere e la conoscenza (nel Medioevo indicati come scienza) potevano insuperbire il frate che poteva pertanto essere indotto a sentirsi superiore ai confratelli non istruiti, contravvenendo in tal modo la disposizione alla minorità, e quindi all'umiltà, cui erano obbligati i frati.

Per tal motivo Antonio di Padova, grande predicatore e noto teologo, si sentì in dovere di chiedere direttamente a San Francesco l'autorizzazione a studiare e insegnare la parola di Dio, autorizzazione che il poverello di Assisi benevolmente concesse con la Lettera a frate Antonio.
Jacopone da Todi condivide lo stesso atteggiamento del padre fondatore dell'Ordine, sottolineando in particolare il secondo aspetto, quello del rischio di cadere nel peccato di superbia. Ciò appare particolarmente evidente in una nota lauda dedicata a Frate Ranaldo, confratello del poeta e noto lettore di teologia. Nel componimento Jacopone immagina di rivolgersi a Ranaldo, appena defunto, dubitando della sua salvezza (Frate Ranaldo, do' si andato?) a causa dell'atteggiamento di superiorità assunto dal frate grazie alla sua scienza. Jacopone ironizza sul fatto che Ranaldo abbia studiato nella celebre università di Parigi, con molto onore e grande spese, ma ora è sotterrato in terra come il più piccolo fratecello desprezzato. In vita Ranaldo, continua Jacopone, ha predicato inutili sofismi, e forti sillogismi, ma ora è giunto in un posto, davanti cioè a Dio, dove tutto ciò non serve più; in una scola / ove la Veretate sola / iùdeca onne parola / e demustra onne pensato. La Verità è Dio, alla cui scuola appare evidente anche ogni parola non proferita e persino ogni pensiero (onne pensato), e dove tutto il resto non conta niente.

## La tradizione manoscritta
Le laude di Jacopone hanno una tradizione molto complessa. Nel corso dei secoli al frate sono state attribuite nei manoscritti numerosissime laude e, a seconda delle edizioni a stampa, vengono riconosciute come jacoponiche più o meno laude. I manoscritti censiti finora con attribuzioni a Jacopone sono ben 353, una tradizione vastissima, seconda soltanto a quella della Commedia e delle Rime di Dante.
Tuttavia i manoscritti più antichi di area umbra (quindi teoricamente i più fedeli) riconoscono concordemente a Jacopone un numero di laude che si aggira intorno alle 100 unità; manoscritti più tardi invece (dal Quattrocento in poi) aumentano sensibilmente il numero delle attribuzioni: il caso limite è rappresentato da due manoscritti, il primo dei quali, della fine del XV secolo (oggi smarrito e conosciuto col nome del suo ultimo proprietario, Spithover), ne tramanda 265; mentre un secondo manoscritto, scritto a Todi verso la metà del Seicento da Lucalberto Petti (1563-1640), attribuisce a Jacopone ben 314 laude divise in quattro volumi (ma probabilmente Petti aveva intenzione di raccogliere tutte le laude teoricamente attribuibili a Jacopone da cui in seguito recuperare solo quelle di attribuzione certa).
La prima edizione a stampa (l'editio princeps) delle laude di Jacopone si deve al fiorentino Francesco Bonaccorsi nel 1490, che raccolse il numero perfetto di cento laude, avanzando però sospetti su alcune di esse (in particolare le ultime della raccolta). Dopo questa prima edizione altre ne seguirono, tutte con un numero variabile di laude, fino al limite raggiunto dall'edizione Le poesie spirituali del Beato Jacopone da Todi, curata dal frate francescano Francesco Tresatti nel 1617, in cui sono riconosciute a Jacopone 211 laude (la fonte del Tresatti è presumibilmente il perduto codice Spithover), distribuite in sette libri.
Gli editori moderni non hanno potuto non affrontare la spinosa questione dell'attribuzione: attualmente le edizioni critiche del poeta tudertino sono due. La prima curata da Franca Ageno, seleziona all'interno delle cento laude riconosciute a Jacopone dalla prima edizione del Bonaccorsi novantadue componimenti, ritenendo spuri gli altri otto. La seconda edizione (che è quella comunemente in uso) è curata da Franco Mancini: lo studioso riconosce le stesse novantadue laude già ammesse dalla Ageno, ma propone di riconoscere a Jacopone altre sette laude (fra le quali il noto Stabat Mater), tratte da altri antichi manoscritti umbri.
Dopo la scoperta e la grande valutazione in sede critica di un antico manoscritto di area marchigiana (l'attuale Urbinate latino 849 della Biblioteca apostolica vaticana), la studiosa Rosanna Bettarini ha proposto di attribuire altri quattordici componimenti al corpus tradizionale delle novantadue laude comuni alle edizioni Ageno e Mancini, ma su quest'ultima proposta sono molte le voci critiche.
È in fase di preparazione una nuova edizione critica delle laude di Jacopone Da Todi curata dallo studioso Lino Leonardi, della quale però sono finora usciti solo alcuni contributi di carattere metodologico.
Esistono infine due commenti moderni alle laude di Jacopone: il primo, parziale (solo per le prime trentatré laude) è curato da Franco Mancini; il secondo, integrale, curato da Matteo Leonardi.